# Wiktoryn z Podiebradów (zm. 1427)
Wiktoryn z Podiebradów (zm. 1 stycznia 1427 w Pardubicach) – czeski magnat, ojciec króla Jerzego z Podiebradów.
Wiktoryn z Podiebradów był synem Boczka starszego z Podiebradów (zm. 1417). Miał braci Jana, Boczka młodszego i Hynka. Po śmierci ojca otrzymał zamek Litice i Náchod. W 1418 został sędzią ziemskim w Ołomuńcu. W okresie wojen husyckich był członkiem stronnictwa kalikstynów.
Żona Wiktoryna nie jest znana ze źródeł współczesnych. Dopiero w 1486 synowie króla Jerzego z Podiebradów sporządzili wywód genealogiczny, z którego wynika, że ich babką była Anna z Vartenberka. Z tego względu imię żony Wiktoryna jest uważane za niepewne.

## Potomkowie
| Prapradziadkowie                                                                | Wiktoryn Boček z Podiebradów, pan Kunštátu (1403–1427) ∞ok. 1419 Anna z Vartenberka (ok. 1402–?)          | Smil Holický, pan Šternberka (ok. 1390–1433) ∞ok. 1423 Barbara z Pardubic (1408–1431)                     | elektor Brandenburgii Fryderyk I (1371–1440) ∞1401 Elżbieta bawarska (1383–1442)                          | margrabia Badenii Jakub (1407–1453) ∞1421 Katarzyna lotaryńska (1407–1439)                                | ks. żagański Henryk VIII Wróbel (1357–1397) ∞1388 Katarzyna opolska (ok. 1367–1420) | elektor Saksonii Rudolf III (ok. 1367–1419) ∞1396 Barbara legnicka (1372–1436)   | ks. opawski Przemysł I (1365–1433) ∞ok. 1405 Katarzyna ziębicka (ok. 1390–1422)  | Půta Młodszy, pan Častolovic (ok. 1400–1434) ∞ok. 1420 Anna z Koldic (ok. 1405–ok. 1450) |
| Pradziadkowie                                                                   | kr. Czech Jerzy z Podiebradów (1420–1471) ∞1441 Kunegunda ze Šternberka (1612-1687)                       | kr. Czech Jerzy z Podiebradów (1420–1471) ∞1441 Kunegunda ze Šternberka (1612-1687)                       | elektor Brandenburgii Albrecht III Achilles (1414–1486) ∞1446 Małgorzata badeńska (1431–1457)             | elektor Brandenburgii Albrecht III Achilles (1414–1486) ∞1446 Małgorzata badeńska (1431–1457)             | ks. żagański Jan I (ok. 1385–1439) ∞1408 Scholastyka saska (1391–1463)              | ks. żagański Jan I (ok. 1385–1439) ∞1408 Scholastyka saska (1391–1463)           | ks. opawski Wilhelm (ok. 1410–1452) ∞1442 Salomea z Častolovic (ok. 1426–1489)   | ks. opawski Wilhelm (ok. 1410–1452) ∞1442 Salomea z Častolovic (ok. 1426–1489)           |
| Dziadkowie                                                                      | ks. ziębicki i oleśnicki Henryk I Starszy (1448–1498) ∞1467 Urszula Branderburska (1450-1508) (1450–1508) | ks. ziębicki i oleśnicki Henryk I Starszy (1448–1498) ∞1467 Urszula Branderburska (1450-1508) (1450–1508) | ks. ziębicki i oleśnicki Henryk I Starszy (1448–1498) ∞1467 Urszula Branderburska (1450-1508) (1450–1508) | ks. ziębicki i oleśnicki Henryk I Starszy (1448–1498) ∞1467 Urszula Branderburska (1450-1508) (1450–1508) | ks. żagański Jan II Szalony (1435–1504) ∞1462 Katarzyna Przemyślidka (1443–1505)    | ks. żagański Jan II Szalony (1435–1504) ∞1462 Katarzyna Przemyślidka (1443–1505) | ks. żagański Jan II Szalony (1435–1504) ∞1462 Katarzyna Przemyślidka (1443–1505) | ks. żagański Jan II Szalony (1435–1504) ∞1462 Katarzyna Przemyślidka (1443–1505)         |
| Rodzice                                                                         | ks. ziębicki i oleśnicki Karol I (1476–1536) ∞1488 Anna żagańska (ok. 1480–1541)                          | ks. ziębicki i oleśnicki Karol I (1476–1536) ∞1488 Anna żagańska (ok. 1480–1541)                          | ks. ziębicki i oleśnicki Karol I (1476–1536) ∞1488 Anna żagańska (ok. 1480–1541)                          | ks. ziębicki i oleśnicki Karol I (1476–1536) ∞1488 Anna żagańska (ok. 1480–1541)                          | ks. ziębicki i oleśnicki Karol I (1476–1536) ∞1488 Anna żagańska (ok. 1480–1541)    | ks. ziębicki i oleśnicki Karol I (1476–1536) ∞1488 Anna żagańska (ok. 1480–1541) | ks. ziębicki i oleśnicki Karol I (1476–1536) ∞1488 Anna żagańska (ok. 1480–1541) | ks. ziębicki i oleśnicki Karol I (1476–1536) ∞1488 Anna żagańska (ok. 1480–1541)         |
| Jan Podiebradowicz (1509–1565) ks. ziębicki i oleśnicki ∞ Krystyna Szydłowiecka | | | | |                                                                                     |                                                                                  |                                                                                  |                                                                                          |